# FIFA: Rumbo al Mundial 98
FIFA: Rumbo al Mundial 98 (FIFA: Road to World Cup 98 en inglés), comúnmente abreviado como FIFA 98, es la quinta entrega de la serie de videojuegos FIFA desarrollada por EA Sports . El juego se publicó en 1997  para 20 plataformas distintas, y fue la tercera edición en 2D para consolas de quinta generación y PC siendo además el primer título de la saga en ser lanzado para la Nintendo 64.
La edición de 1998 está considerada como una de las más importantes de FIFA. Se implementó un nuevo motor gráfico, y se añadieron por primera vez opciones tácticas, una banda sonora oficial, editores, estadios reales y nuevas ligas. El juego salió meses antes de comenzar el Mundial de 1998, por lo que se incluyó el modo de juego Rumbo al Mundial, que permite jugar la ronda de clasificación y el Mundial con las 173 selecciones reconocidas en ese momento por la FIFA.

## Características
Para la quinta edición de la saga FIFA, EA Sports creó un nuevo motor gráfico que mejoraba la calidad gráfica, la fluidez de los movimientos, y definía detalles como los rostros de los jugadores. Se añadieron además nuevos regates y amagues, se introdujo la regla del fuera de juego, se pulieron los efectos climatológicos y se potenció la inteligencia artificial. Respecto a FIFA 97, se licenciaron por primera vez estadios de fútbol reales, con 16 campos de todo el mundo como el Camp Nou o el Estadio Azteca.
El juego se publicó entre junio y septiembre de 1997, a pocos meses de la Copa Mundial de Fútbol de 1998 disputada en Francia. Por ello, EA Sports introdujo un modo de juego con todas las selecciones reconocidas en ese año por la FIFA, un total de 173, que permitía jugar la fase de clasificación y el Mundial con cualquier selección nacional. Esta es la única edición de la saga FIFA donde se ha incluido un modo así. También se incluyeron 11 ligas nacionales, aunque no competiciones internacionales de clubes, y un modo de fútbol indoor.
En el apartado sonoro, se usó por primera vez una banda sonora oficial, tema principal en cuestión fue Song 2 del grupo británico Blur. Además, el juego se tradujo a ocho idiomas, y la versión para España contó por primera vez con comentarios en castellano (para las versiones de PC y Playstation). Manolo Lama y Paco González, que en ese tiempo formaban parte del programa Carrusel deportivo, prestaron sus voces como comentaristas.

## Plataformas
FIFA 98 salió para siete plataformas distintas, y fue la última edición que apareció en las consolas de cuarta generación, como Super Nintendo y Mega Drive. Su primera fecha de salida fue el 14 de junio de 1997 para ordenadores, mientras que la versión para consola no se comercializó hasta noviembre y diciembre, en el mercado europeo y norteamericano. Los gráficos para las versiones de cuarta generación no eran en tres dimensiones, y el sistema de juego era similar al primer FIFA. En portátiles, existió una versión para Game Boy.
Para las plataformas de quinta generación, era la tercera edición de la saga con gráficos en 3D. La edición para Nintendo 64 contaba con diferencias sobre las versiones para PlayStation y Sega Saturn. Asimismo, fue la última versión comercializada para Sega Saturn.

## Modos de juego

### Rumbo al Mundial
Por primera vez en la saga, el juego contó con la presencia de todas las selecciones nacionales reconocidas en 1997 por la FIFA, un total de 173 (en contraste con las 60 selecciones del FIFA 97), la mayor cantidad de selecciones nacionales incluidas en un juego de la saga, excluyendo las versiones de la Copa del Mundo. El jugador podía disputar la Copa Mundial de Francia de 1998 desde su fase final, o elegir una selección para jugar desde la fase de clasificación. 
103 selecciones hacen su debut en la saga FIFA: Albania, Antigua y Barbuda, Angola, Antillas Neerlandesas, Armenia, Aruba, Azerbaiyán, Bahamas, Baréin, Bangladesh, Barbados, Belice, Bermuda, Bielorrusia, Bosnia-Herzegovina, Burkina Faso, Burundi, Camboya, China Taipéi, Chipre, Congo, Cuba, Dominica, Ecuador, El Salvador, Eslovenia, Eslovaquia, Estonia, Filipinas, Fiji, Gabón, Gambia, Georgia, Granada, Guatemala, Guinea, Guinea-Bissau, Guyana, Haití, Honduras, Indonesia, Irán, Islas Caimán, Islas Cook, Islas Feroe, Islas Salomón, Jamaica, Jordania, Kazajistán, Kuwait, Kirguistán, Letonia, Líbano, Liberia, Liechtenstein, Lituania, Macao, Macedonia, Madagascar, Malawi, Maldivas, Malta, Mauritania, Mauricio, Moldavia, Mozambique, Namibia, Nepal, Nicaragua, Omán, Pakistán, Panamá, Papúa Nueva Guinea, Paraguay, Puerto Rico, República Democrática del Congo, República Dominicana, Ruanda, Samoa Americana, San Cristóbal y Nieves, San Marino, San Vicente y las Granadinas, Santa Lucía, Senegal, Sierra Leona, Sri Lanka, Siria, Suazilandia, Sudán, Surinam, Tahití, Tanzania, Tayikistán, Tailandia, Togo, Tonga, Turkmenistán, Uganda, Uzbekistán, Vanuatu, Venezuela, Yemen y Zimbabue, la mayor cantidad de naciones debutantes en algún juego de la saga.
En ediciones posteriores, EA Sports no pudo incluir algunas selecciones como Japón, por pertenecer sus derechos en exclusiva a Konami y el juego Pro Evolution Soccer.

### Ligas

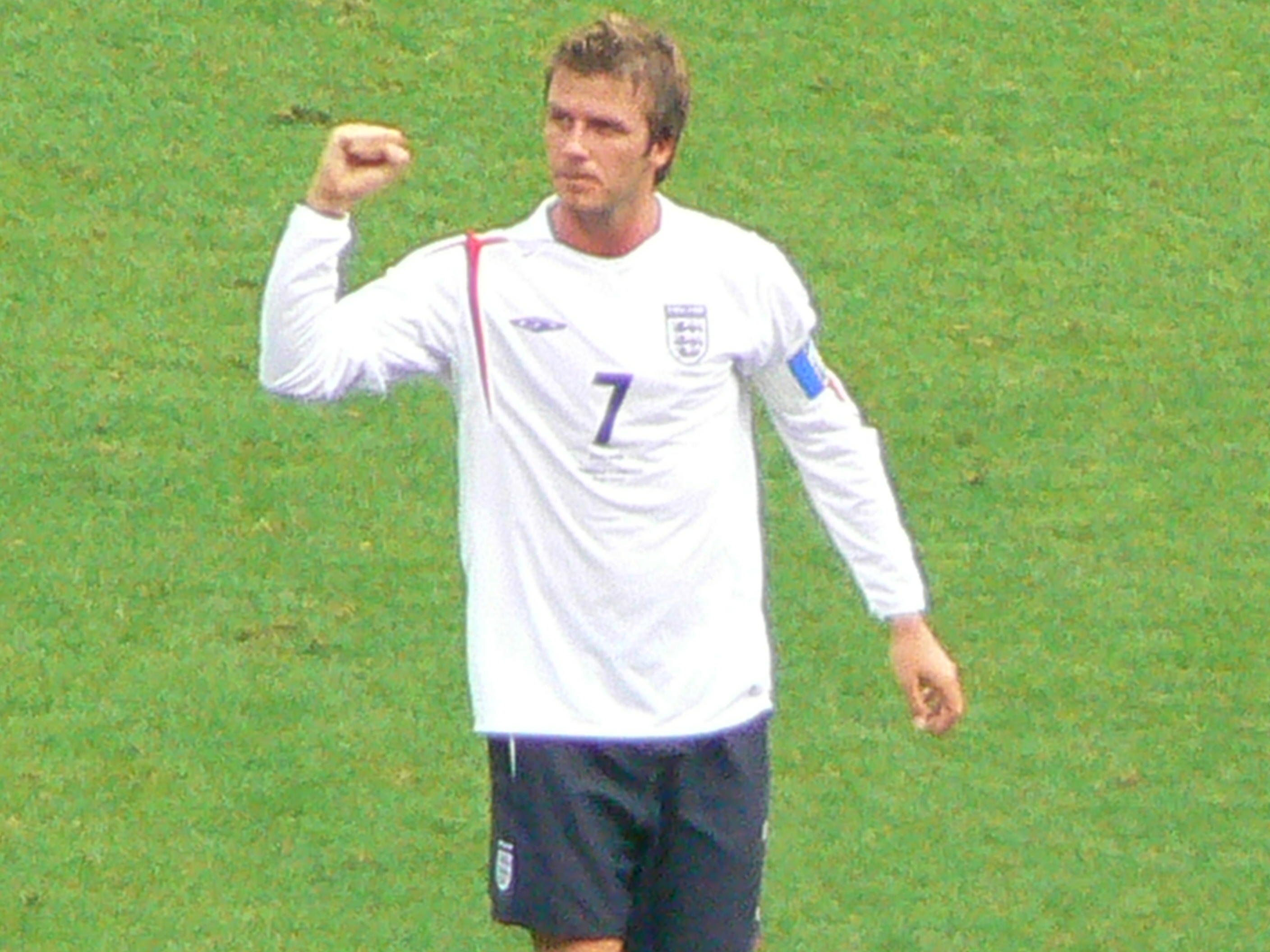
David Beckham fue la imagen de portada de FIFA 98 en Reino Unido.

El juego contó con 11 ligas, las mismas que en FIFA 97. En algunos casos como Brasil, no estaban disponibles todos los equipos de esa temporada, mientras que en otros como Estados Unidos, no se escogió la Major League Soccer, liga profesional del país. En su lugar, se eligió la A-League y un campeonato semiprofesional, con equipos de EE. UU. y Canadá.
- 1. Bundesliga
- Serie A
- Premier League de Escocia
- Primera División de España
- A-League
- Ligue 1
- Premier League
- Serie A
- M-League
- Eredivisie
- Allsvenskan

## Estadios
EA Sports utilizó por primera vez estadios reales para sus partidos, ya que en anteriores ediciones se jugaban en campos ficticios.

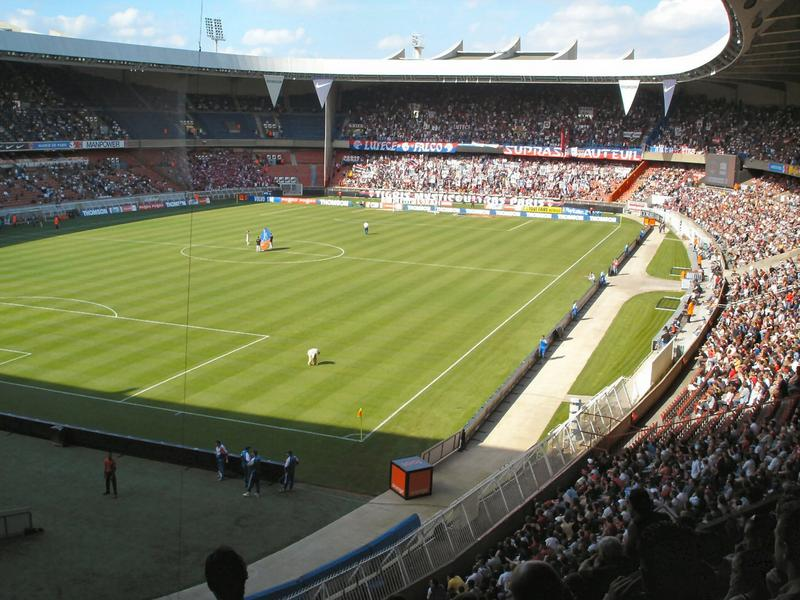
El Parque de los Príncipes fue uno de los 16 campos de FIFA 98, y el único que albergó partidos en el Mundial de 1998.

- Ahmadou Ahidjo — Yaundé ( Camerún)
- Amsterdam Arena — Ámsterdam ( Países Bajos)
- Camp Nou — Barcelona ( España)
- Ellis Park — Johannesburgo ( Sudáfrica)
- Estadio Azteca — Ciudad de México ( México)
- Estadio Råsunda — Estocolmo ( Suecia)
- Hasely Crawford — Puerto España ( Trinidad y Tobago)
- Maracaná — Río de Janeiro ( Brasil)
- Olímpico de Múnich — Múnich ( Alemania)
- Olímpico de Seúl — Seúl ( Corea del Sur)
- Olímpico de Tokio — Tokio ( Japón)
- Parque de los Príncipes — París ( Francia)
- Rose Bowl — Los Ángeles ( Estados Unidos)
- San Siro — Milán ( Italia)
- Stadium Australia — Sídney ( Australia)
- Wembley — Londres ( Reino Unido)
- Estadio de fútbol sala

Por alguna razón, en las secuencias de vídeo introductorias de los estadios, lo que aparecen al escoger el de España son secuencias rodadas en la ciudad de Málaga, en lugar de en Barcelona que es donde realmente se ubica el Camp Nou.

## Banda sonora
Por primera vez, EA Sports utilizó canciones reales para su banda sonora. El tema principal de FIFA 98 fue Song 2 de Blur, que además sonaba en los menús del juego. Aportaron temas dos grupos californianos: The Crystal Method, con cuatro canciones y Electric Skychurch. También se incluye el tema Tubthumping del grupo de rock alternativo británico Chumbawamba. Se puede escuchar en el menú principal y como video de introducción al iniciar juego. Las canciones son las que siguen:
- Blur - "Song 2" (música-tema)
- Chumbawamba - Tubthumping
- The Crystal Method - "Busy Child"
- The Crystal Method - "Keep Hope Alive"
- The Crystal Method - "More"
- The Crystal Method - "Now Is the Time"
- Electric Skychurch - "Hugga Bear"

Los comentarios en inglés estaban realizados por John Motson y Andy Gray, que ya aparecían en la edición anterior. Sin embargo, fue la primera vez que participaron locutores en otros idiomas. En la versión española, las voces eran de Manolo Lama y Paco González, que en ese tiempo formaban parte de Carrusel Deportivo.